# Culex dispectus
Culex dispectus är en tvåvingeart som beskrevs av Bram 1966. Culex dispectus ingår i släktet Culex och familjen stickmyggor.
Artens utbredningsområde är Thailand. Inga underarter finns listade i Catalogue of Life.